# Чужий гаманець
«Чужий гаманець» — радянський короткометражний художній фільм, комедія 1961 року за однойменною повістю Володимира Ліфшиця. Фільм виходив і окремо, і у «Збірці комедійних фільмів» (1961) разом з картинами «Самогонники», «Водяний» і «Великі неприємності».

## Сюжет
Відпочиваючи в санаторії на Південному березі Криму, Микола Никанорович Старосєльцев знаходить на пляжі чужий гаманець і віддає його адміністрації санаторію для повернення власнику. І тут він стає просто знахідкою для нудьгуючих масовиків-витівників, демагогічна тріскотня яких про його подвиг заважає йому нормально відпочити — Микола Никанорович не витримує, і до закінчення путівки тікає з курорту від слави, що раптово звалилася на нього. У фільмі є музичні номери у виконанні М. Жарова.

## У ролях
- Михайло Жаров —  Микола Никанорович Старосєльцев
- Олександр Беніамінов —  масовик
- Павло Винник —  баяніст
- Ніна Гребешкова —  піонервожата
- Ніна Агапова —  секретар директора

Закадровий текст читає Юрій Яковлєв.

## Знімальна група
- Режисер — Гліб Комаровський
- Сценарист — Володимир Ліфшиц
- Оператор — Федір Добронравов
- Композитор — Олександр Зацепін
- Художник — Євген Серганов